# Milan Nedeljković (Manager)
Milan Nedeljković (* 11. März 1969 in Kruševac) ist ein Manager und seit 1. Oktober 2019 Vorstand für Produktion der BMW AG.

## Werdegang
Von 1988 bis 1993 studierte Nedeljković an der RWTH Aachen und am Massachusetts Institute of Technology (Cambridge, USA). Von 2000 bis 2004 promovierte er am Lehrstuhl für Umformtechnik und Gießereiwesen UTG an der TU München zum Dr. Ing.
- 1993 Eintritt in die BMW Group als Trainee
- 1994 bis 1999 Planungsfunktionen im Karosserierohbau und dem Presswerk.
- 1999 bis 2006 diverse Führungsaufgaben im Werk München und Werk Regensburg.
- 2006 bis 2010 Leiter Oberfläche Mini Werk Oxford
- 2010 bis 2013 Leiter Montage Werk Leipzig
- 2013 bis 2015 Leiter Werk Leipzig
- 2015 bis 2018 Leiter Werk München[4]
- 2018 bis 2019 Leiter Unternehmensqualität
- Seit 1. Oktober 2019 Vorstand für Produktion

## Mediale Rezeption
Anfang 2021 konnte Nedeljković als Produktionsvorstand im Manager Magazin verkünden, dass die BMW Group im Jahr 2020 zum siebten Mal in Folge bei den Automobilexporten aus den USA führend war. Von den insgesamt 361.365 Fahrzeugen waren 218.820 Autos im Wert von 8,9 Mrd. US-Dollar für den Export bestimmt.
Nedeljković kündigte im Juni 2021 in einem Interview im Handelsblatt an, dass die jährlichen Produktionszahlen aller BMW-Werke auf 3 Mio. Fahrzeuge pro Jahr gesteigert werden sollen. Damit will man die Stückkosten um bis zu 25 % senken, um mit dem Konkurrenten Tesla gleichzuziehen. Dazu soll ein neues Werk in Ungarn gebaut werden. Ab Anfang 2022 werden im Osten Ungarns die ersten Gebäude für das BMW-Werk Debrecen entstehen und erstmals ab 2025 sollen überwiegend Modelle mit elektrifiziertem Antrieb vom Band rollen. Und ab 2025 sollen sogar weltweit überwiegend Elektrofahrzeuge produziert werden. Dies soll durch Modelle wie dem BMW iX gelingen.